# Francesco Imberti
Francesco Imberti (Racconigi, 25 december 1882 - Vercelli, 27 januari 1967) was een Italiaans geestelijke en aartsbisschop van de Rooms-Katholieke Kerk.
Paus Pius XI benoemde hem op 23 juli 1932 tot bisschop van Aosta. Paus Pius XII benoemde hem op 10 oktober 1945 tot aartsbisschop van Vercelli.; Mgr. Imberti nam deel aan het Tweede Vaticaans Concilie.
Blanchet overleed in Vercelli op 1967.